# Herrengasse (Innsbruck)
Die Herrengasse ist eine ungefähr hundert Meter lange Straße am nördlichen Rand der Innsbrucker Altstadt. Sie ist nach dem Sitz der Ämter (der Landesherren) aus der Residenzzeit Erzherzog Ferdinand II. (1529–1595) benannt.

## Verlauf und markante Gebäude
Die Straße verläuft von der Herzog-Otto-Straße am Inn zum Rennweg. Auf der Südseite der Straße führt ein kleiner Durchgang in die Altstadt zum Domplatz. Kurz vor der Einmündung in den Rennweg wird die Herrengasse von einem Verbindungsbau zwischen Hofburg und Dogana überspannt.
Das Gebäude der Landesbaudirektion (Haus Nr. 1) auf der Nordseite wurde um 1660 als Theatersaal errichtet. Es diente ab 1672 als Standort der neu errichteten Universität, ab 1745 als Landes- und Universitätsbibliothek und ab 1776 als Statthalterei. Von 1939 bis 1945 befand sich in ihm die Zentrale der Gestapo und war der Sicherheitsdienst des Reichsführers SS untergebracht. An diesem Ort wurden Gefangene verhört und gefoltert.

## In der Literatur
In Thomas Bernhards Erzählung Amras (1964) ist das (nicht existierende) Haus Nr. 6 der Herrengasse der fiktive Wohnort der Familie der beiden Protagonisten.